# Esoteric Warfare
Esoteric Warfare ist das fünfte Studioalbum der norwegischen Extreme-Metal-Gruppe Mayhem. Es wurde am 6. Juni 2014 in Europa und Asien und am 10. Juni 2014 in den USA über Season of Mist veröffentlicht.

## Entstehung
Esoteric Warfare ist das erste Album mit dem neuen Gitarristen Teloch, welcher den 2008 ausgestiegenen Blasphemer ersetzte. Dem Gitarristen zufolge ging es nach dem experimentellen Vorgängerwerk Ordo ad Chao darum, „eine etwas zugänglichere Variante zu erschaffen, Songs, die MAYHEM vielleicht ein paar neue Hörer bescheren“.

## Titelliste
1. Watchers – 6:19
2. Psywar – 3:25
3. Trinity – 3:57
4. Pandaemon – 2:53
5. MILAB – 6:03
6. VI.Sec. – 4:14
7. Throne of Time – 4:06
8. Corpse of Care – 4:06
9. Posthuman – 6:55
10. Aion Suntelia – 5:22

## Rezeption
Zum Veröffentlichungszeitpunkt wurde das Album eher positiv bewertet. Die Seite Metacritic kommt dabei auf einen Metascore von 69 auf einer Skala von 0 bis 100. Andreas Schiffmann vom deutschen Magazin Rock Hard vergab für das Album 8 von möglichen 10 Punkten. Robert Fröwein vom österreichischen Webzine stormbringer.at bezeichnete Esoteric Warfare als „ein großes Album“. André Gabriel vom Portal metal.de vergleicht das Werk mit früheren Veröffentlichungen und beschreibt das Album als „wesentlich zugängigere Sammlung von Songs, die so wiederum nur im MAYHEM’schen Kosmos entstehen“.